# Hearstův hrad
Hearstův hrad (anglicky Hearst Castle) je velkolepé moderní a luxusní sídlo na centrálním kalifornském pobřeží a národní historická památka. Byl navržen architektkou Julií Morgan pro průmyslového a obchodního magnáta Williama Randolpha Hearsta. V roce 1957 věnovala Hearst Corporation tento majetek státu Kalifornie. Od té doby je udržován jako státní historická památka, která je přístupná pro návštěvníky. Přes velkou vzdálenost od městských oblastí navštíví tuto turistickou atrakci přibližně milion návštěvníků ročně.

## Popis
Hrad leží na kopci, ale toto umístění má spíše symbolickou a reprezentativní funkci, než funkci obrannou, jako tomu bývalo u ranějších staveb. Je postavený ze železobetonu, betonu a cihel (kámen má spíše dekorativní a reprezentativní, příp. symbolickou funkci).
Také sloh a celkový výraz připomínající katedrálu má spíše symbolický než funkční význam.
Sídlo rozkládající se na ploše 51 hektarů, má dohromady 165 místností. Samotný dům má plochu 5640 m² a je vysoký 42 m. Pouze obytný dům má 130 místností. Venku je postavený bazén o ploše 155 m². Bazén je také uvnitř, vydlážděný modrými i zlatými dlaždicemi.

## Účel
Tato rezidence sloužila jako obydlí a zároveň jako zábavní park pro přátele. Třetí funkcí hradu je řídící a správní funkce majitelových majetků – novin, časopisů a filmového ateliéru. Tento majitel a magnát byl zároveň osvíceným investorem, který rozuměl architektuře a umění.

## Stavba
Tento palác byl budován v krásné divoké přírodě, kde na začátku výstavby vedla jen polní cesta. Materiál byl převážen nákladní lodí, bylo vybudováno speciální přístaviště a skladiště. Terén je hornatý, a tak na vytažení materiálu musely být vybudovány speciální dráhy na řetězech. Problémem byla také seismická aktivita země. Proto byla stavba vybudována ze železobetonu. Pro dělníky byly speciálně postaveny chaty. Terén, na kterém stál dům, byl upraven. Byla zarovnána hora pro postavení a vybudování zahrad, teras, tenisových areálů a jezdecké dráhy. Dalším problémem výstavby byly samotné rozmary investora a majitele. Přišel, podíval se, vyzkoušel si a zase změnil celý projekt; hotové zdi, stropy nebo vybavení byly odstraněny. Také proto se výstavba protáhla na tolik let, ale v roce 1927 se v ní již dalo konečně bydlet. To už zde byly vybudovány také kuriozity jako lázně, ZOO, 61 koupelen, 38 ložnic, 41 krbů a kino.
Tento palác ovšem nebyl vlastně nikdy dokončen. Zadlužený milionář Hearst byl nucený zredukovat výdaje na svůj výstřední a nákladný životní styl. V roce 1947 bylo připojené čtvrté podlaží. V roce 1951 Hearst zemřel. Jedno křídlo budovy zůstalo nedokončené.
Zůstal tu po něm novodobý palác, postavený ve slohu inspirovaném historií, na první pohled s výrazem renesanční katedrály, na nádvoří antické kolonády a sochy a zároveň luxusní moderně zařízené interiéry, ovšem s elegantním starožitným výrazem.
Dnes je dům majetkem státu Kalifornie, je součástí národního parku a je velkolepou turistickou atrakcí.